# Biomphalaria tchadiensis
Biomphalaria tchadiensis là một loài ốc nước ngọt hô hấp trên cạn, là động vật thân mềm chân bụng có phổi sống dưới nước thuộc họ Planorbidae.
Đây là loài đặc hữu của lake Chad ở Cameroon, Chad and in Nigeria.
This species has been considered dễ thương tổn năm 1996.